# Kościół Starokatolicki Austrii
Kościół Starokatolicki Austrii (de: Altkatholische Kirche Österreichs) – kościół starokatolicki (11,5 tys. wiernych), będący członkiem Unii Utrechckiej Kościołów Starokatolickich, Krajowej Rady Ekumenicznej (w Austrii) i Światowej Rady Kościołów. Organem prasowym kościoła jest "Altkatholische Kirchenzeitung". Zwierzchnikiem kościoła jest biskup Maria Kubin.

## Historia
W lipcu 1870 r. ogłoszono, że konkordat zawarty w 1855 r. pomiędzy Piusem IX a cesarzem Franciszkiem Józefem przestał obowiązywać Austrię. Strona austriacka uznała, że papież poprzez postanowienia I Soboru Watykańskiego, faktycznie zmienił swoje uprawnienia, zmieniając podmiotowość prawną kontrahentów. Postanowiono więc o zawiązaniu szeregu specjalnych komitetów dążących do wyodrębnienia się autonomicznego kościoła, wydelegowały one swoich przedstawicieli na I Kongres Starokatolików w Monachium. Po powrocie z kongresu przystąpiono do organizacji własnych, starokatolickich parafii. W 1877 r. nastąpiło prawne uznanie Kościoła ze strony państwa, co jednak, zgodnie z ówczesną polityką państwa wobec wyznań, nie dawało Kościołowi pełnej możliwości rozwoju. 5 czerwca 1879 r. w Wiedniu odbył się I Synod Kościoła, trzy lata później na zwierzchnika wspólnoty wybrano ks. A. Nittela. Po upadku Cesarstwa Austriacko-Węgierskiego trzeba było dokonać nowego podziału kościoła. Oprócz biskupstwa w Czechosłowacji, powstało w 1920 r. biskupstwo w Austrii. Jednak z powodu oporu władz pierwszy biskup starokatolicki został wyświęcony dopiero w 1924 roku, a był nim bp Adalbert Schindelar. W latach II wojny światowej kościół ucierpiał i pod względem administracyjnym, i personalnym. 17 listopada 2007 r. nowym zwierzchnikiem kościoła został wybrany czarnoskóry ks. dr Johannes Ekemezie Okoro, pochodzący z Nigerii. Wybór pochodzącego z Afryki kapłana jest zdaniem starokatolików, kolejnym dowodem na to, że starokatolicyzm w Austrii jest symbolem integracji, zapraszającego i otwartego Kościoła. Ks. dr Jan Ekemezie Okoro został wprowadzony na urząd biskupi 2 lutego 2008 r. 24 października 2015 roku Synod Kościoła Starokatolickiego Austrii wybrał Heinza Lederleitnera na nowego zwierzchnika Kościoła, który został konsekrowany 12 lutego 2016 roku na biskupa.

## Nauka Kościoła Starokatolickiego w Austrii
Doktryna Starokatolicka opiera się na nauce niepodzielonego Kościoła Powszechnego pierwszych wieków, ujętej w ustaleniach Soborów Ekumenicznych. Starokatolicy najwyższą cześć oddają Bogu, wyznają wiarę w realną obecność ciała i krwi pańskiej w Eucharystii, zaś komunia jest udzielana pod dwiema postaciami: chleba i wina. Eucharystia nie jest w starokatolicyzmie powtórzeniem ofiary Chrystusa, a jej upamiętnieniem czy też uobecnieniem. W starokatolicyzmie istnieje również kult Maryi Panny, jednak odrzucany jest dogmat o jej Niepokalanym Poczęciu i Wniebowzięciu, zniesione zostały dogmaty przyjęte przez Kościół zachodni po rozłamie z Kościołem wschodnim. Starokatolicy oddają cześć także aniołom, apostołom, męczennikom i świętym. Kościół umożliwia spowiedź w konfesjonale, ale wiernym odpuszcza się grzechy także w trakcie mszy podczas spowiedzi powszechnej. Kościoły starokatolickie nie uznają nieomylności i władzy papieży. Kościół Starokatolicki Austrii udziela od 1997 r. święceń kapłańskich kobietom. Od 2002 r. udzielane są błogosławieństwa parom homoseksualnym. 

## Duchowni
Obecnie Kościół liczy 27 księży. Duchownym Kościoła starokatolickiego może być zarówno mężczyzna jak i kobieta, który(a) ukończył(a) wyższe studia teologiczne na uniwersytecie i zdał(a) Egzamin Kościelny dopuszczający do święceń. Biskupem (biskupką) w Kościele starokatolickim może być kapłan (kapłanka) wybrany przez Synod Ogólnokrajowy, konsekrowany(a) przez przynajmniej trzech biskupów – członków Międzynarodowej Konferencji Biskupów Starokatolickich Unii Utrechckiej. Kapłanów (Kapłanki) nie obowiązuje celibat. W kościele starokatolickim obowiązują stroje liturgiczne podobne jak w Kościele rzymskokatolickim.

## Administracja
- Parafia w Grazu, proboszcz: ks. Franz Handler
- Parafia w Innsbrucku, proboszcz: ks. dr Meinrad Schumacher
- Parafia św. Marka w Klagenfurt am Wörthersee, proboszcz: ks. Erich Ickelsheiner
- Parafia Świętego Objawienia w Linzu, proboszcz: ks. Hannes Dämon
- Parafia w Ried im Innkreis, proboszcz: ks. Werner Lieidenfrost
- Parafia w Salzburgu, proboszcz: ks. Martin Eisenbraun
- Parafia w St. Pölten, proboszcz: bp dr Heinz Lederleitner
- Parafia katedralna św. Salwatora w Wiedniu-Ihnen, proboszcz: ks. Robert Freihsl
- Parafia w Wiedniu-południe, proboszcz: ks. Miron Slabczyk
  - Kaplica św. Elżbiety w szpitalu dziecięcym Maunter Markhofsche
- Parafia Dobrego Pasterza w Wiedniu-północ, proboszcz: ks. Thomas Wetschka
- Parafia Chrystusowa w Wiedniu-wschód, proboszcz: ks. Wolfgang Bidner
- Parafia w Wiedniu-zachód, proboszcz: wakat

Na terenie kraju funkcjonują również wspólnoty diasporalne przy kaplicach.